# لشکر زیتون
لشکر زیتون (کره‌ای: 자이툰 부대) لشکر پیاده‌نظام نیروی زمینی جمهوری کره است، که در سال ۲۰۰۴ تأسیس شد و در سال ۲۰۰۸ منحل گردید.
لشکر زیتون یک واحد پیاده نظام ترکیبی از نیروهای ارتش جمهوری کره بود که از سپتامبر ۲۰۰۴ تا دسامبر ۲۰۰۸ در عراق فعالیت می‌کرد و به عنوان سهم کره جنوبی در جنگ عراق، کمک‌های بشردوستانه، مداخله بشردوستانه، حفظ صلح، ارائه کمک‌های پزشکی به مردم در منطقه مسئولیت، تأمین امنیت غیرنظامیان آسیب دیده از جنگ در منطقه اربیل و سایر وظایف مرتبط با بازسازی را انجام می‌داد.